# 沼生苦苣菜
沼生苦苣菜（学名：Sonchus palustris）为菊科苦苣菜属的植物。分布于俄罗斯、地中海、哈萨克斯坦、乌兹别克、欧洲以及中国大陆的新疆等地，生长于海拔420米至900米的地区，多生长于水边以及湖边，目前尚未由人工引种栽培。